# Михайлюк Євгенія Остапівна
Євгенія (Ївга) Остапівна Михайлюк (? — ?) — українська радянська діячка, новатор сільськогосподарського виробництва, доярка колгоспу «Авангард» Добропільського району Сталінської (Донецької) області. Депутат Верховної Ради Української РСР 5-го скликання.

## Біографія
З 1940-х років — доярка колгоспу «Авангард» Добропільського району Сталінської (Донецької) області. Досягала високих надоїв молока.

## Нагороди
- орден Леніна (07.03.1960)
- медалі